# Sebastián Arrau
Sebastián Alfonso Knut Arrau Herud (15 de octubre de 1974) es un escritor y director chileno.

## Carrera
Luego de terminar sus estudios en el Saint George's College, entró a estudiar teatro a la escuela de actuación de Fernando González, donde además desde muy temprana edad escribió y dirigió obras suyas como Aproximadamente y Vampiros, con las que ganó numerosos premios. Como actor ya antes de egresar trabajó con directores de teatro importantes en montajes como La gorda, de Ramón Griffero, dirigido por Alfredo Castro y en Procedimiento. En televisión actuó en la teleserie Loca piel, donde interpretó a Antonio Blanco, y donde aprendió el formato teleseries. Junto a Coca Gómez escribió la teleserie Cerro alegre y desde ese entonces trabajó en Canal 13, escribiendo éxitos como Machos, Gatas y tuercas, Papi Ricky, y teleseries consideradas en el tiempo, como de culto, debido a su bajo índice de audiencia el año de su estreno, contrastando con el éxito y elogios de parte de la crítica, entre ellas títulos como Tentación y Primera dama. 
El año 2006, escribió y dirigió su primera película: Muñeca, cuestión de sexo. Actualmente se encuentra residiendo en Nueva York escribiendo guiones para cine y televisión norteamericana y chilena. En el año 2012 es contratado por TVN, para escribir la nueva teleserie del segundo semestre del mismo año; escribe dicha novela, a la vez que la cadena Telemundo estrena El rostro de la venganza, también escrita por él, y basada en su misma historia que llevaba por título Niño Monstruo, ofrecida hace años a Canal 13, como teleserie nocturna, siendo finalmente rechazada. La teleserie escrita para TVN es lanzada el primer semestre del 2013, bajo el nombre de Dos por uno. Este año, debutó como escritor con su novela El arrebato, una historia de amor basada en sus continuos viajes a Chile y Nueva York. También está preparando la adaptación para Telemundo de su telenovela Cerro alegre, ahora bajo el nombre de La impostora. A fines de 2014, la productora Verónica Saquel lo recluta a las filas de TVN, con el objetivo de escribir la próxima teleserie vespertina del canal, que debiera ser estrenada los primeros meses del año 2015. Sin duda, este hecho es de gran importancia, ya que la señal estatal confía en que el producto pueda levantar a su alicaída área dramática, luego de históricos fracasos como las teleseries Caleta del sol y No abras la puerta.

## Televisión

### Historias originales
- Juego de mentiras (2023)
- Desaparecida (2017)
- Matriarcas (2015)
- Dos por uno (2013)
- El rostro de la venganza (2012)
- Primera dama (2010)
- Gatas & tuercas (2005)
- Tentación (2004)
- Machos (2003) (con Coca Gómez y Pablo Illanes)
- Cerro Alegre (1999) (con Coca Gómez)

### Colaboraciones
- Verdades ocultas (2020) - Original de Carlos Oporto
- Papi Ricky (2007) - Original de Arnaldo Madrid

### Nuevas versiones reescritas por él mismo
- La impostora (2014) (Cerro Alegre) (con Coca Gómez)

### Nuevas versiones reescritas por otros
- Primera dama (2011/12) (Primera dama) - Por Karen Rodríguez
- Machos (2005) (Machos) - Por Gabriel Santos, Mauricio Somuano y Eric Vega

### Actor
- Loca piel (TVN, 1996) - Antonio Blanco
- Cerro Alegre (Canal 13, 1999) - ¿?

## Cine
Director
- Muñeca, cuestión de sexo (2008)

Guionista
- Muñeca, cuestión de sexo (2008)
- Drama (2010)

## Literatura
Escritor
- The Rapture (Planeta) 2013